# John Jacob Astor IV
John Jacob Jack Astor IV (n. 13 iulie 1864, Rhinebeck⁠(d), New York, SUA – d. 15 aprilie 1912, Atlanticul de Nord⁠(d)) a fost un om de afaceri american, investitor, inventator, scriitor, locotenent colonel în Războiul hispano-american, și un membru proeminent al familiei Astor.
Astor a murit în timpul scufundării RMS Titanic în primele ore ale zilei de 15 aprilie 1912. Astor a fost cel mai bogat pasager la bordul RMS Titanic și se credea că se numără printre cei mai bogați oameni din lume la acea dată, cu o valoare netă de aproape 87 milioane de dolari când a murit (echivalentul a 2,21 miliarde de dolari în 2017).

## Biografie

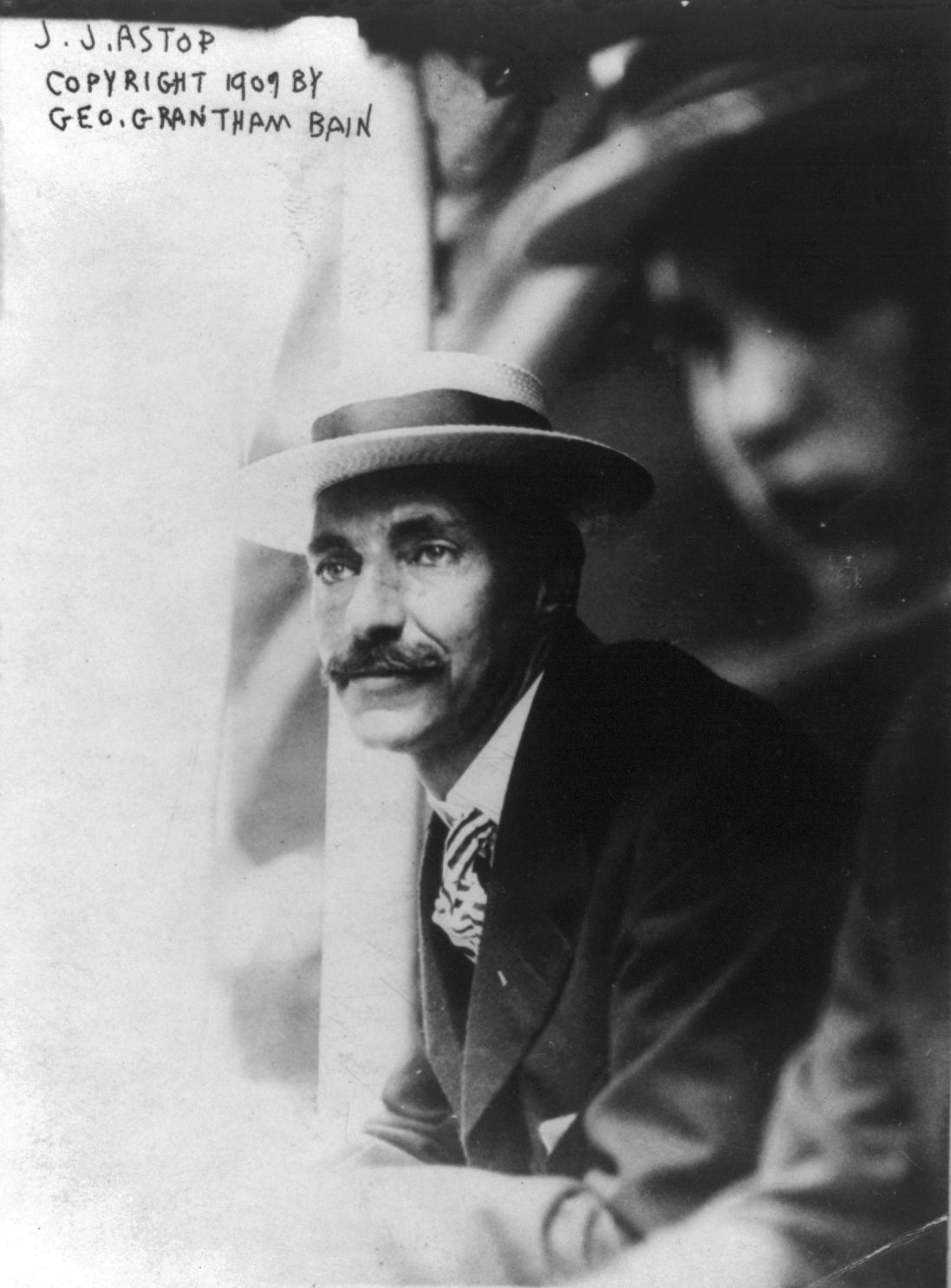
John Jacob Astor IV în 1909.

John Jacob Astor IV s-a născut la 13 iulie 1864 la moșia părinților lui, pădurea Ferncliff din Rhinebeck, New York. El a fost cel mai mic din cei cinci copii și singurul fiu al omului de afaceri, colecționar, și al crescătorului de cai de curse William Backhouse Astor, Jr. și a soției acestuia, Caroline Webster "Lina" Schermerhorn. Cele patru surori mai mari au fost: Emily (1854-1881), Helen (1855-1893), Charlotte (1858-1920) și Caroline ("Carrie") (1861-1948). El a fost strănepotul comercianților de blănuri John Jacob Astor și Sarah Cox Todd (1761-1834), a căror avere a făcut familia Astor una dintre cele mai bogate din Statele Unite. Bunicul patern, William Backhouse Astor, Sr. era un proeminent om de afaceri în domeniul imobiliar. Prin bunica paternă Margaret Alida Rebecca Armstrong (1800-1872), John era strănepot al senatorului John Armstrong, Jr. și Alida Livingston (1761-1822) din familia Livingston. Bunicii materni erau Abraham Schermerhorn, un comerciant bogat, și Helen Van Courtlandt White. Soțul surorii sale Helen a fost diplomatul James Roosevelt "Rosey" Roosevelt, fratele vitreg al președintelui Franklin Delano Roosevelt. O altă soră, Carrie, o filantroapă remarcabilă, a fost soția lui Marshall Orme Wilson (1860-1926), fratele bancherului Richard Thornton Wilson, Jr. John a fost, de asemenea, văr primar cu William Waldorf Astor, Viconte Astor.
John a urmat școala St Paul din Concord, New Hampshire și mai târziu a urmat Colegiul Harvard. Înfățișarea lui nemulțumită și percepția că el era un diletant a dus ca un ziar să-i dea numele de "Jack Ass-tor".

## Căsătorii
La 17 februarie 1891, Astor s-a căsătorit cu Ava Lowle Willing, o fiică a lui Edward Shippen Willing și Alice Barton. Cuplul a avut doi copii:
- William Vincent Astor, născut în 1891. Mai târziu a devenit un om de afaceri și filantrop
- Ava Alice Muriel Astor, născută în 1902.

Astor și Willing au divorțat în noiembrie 1909. Scandalul divorțului lor a fost amestecat cu anunțul lui Astor că se va recăsători. La vârsta de 47 de ani, Astor s-a căsătorit cu Madeleine Talmage Force, o tânără de 18 ani. Astor și Force s-au căsătorit în sala de bal a mamei lui din Beechwood. Au existat, de asemenea, multe controverse asupra diferenței de vârstă de 29 de ani dintre ei. Fiul său, Vincent, o desconsidera pe Madeleine, totuși, a fost cavaler de onoare la nunta tatălui său. Cuplul a plecat într-o lună de miere extinsă în Europa și Egipt așteptând ca bârfa să se calmeze. S-au întors în Statele Unite la bordul RMS Titanic.

## Titanic

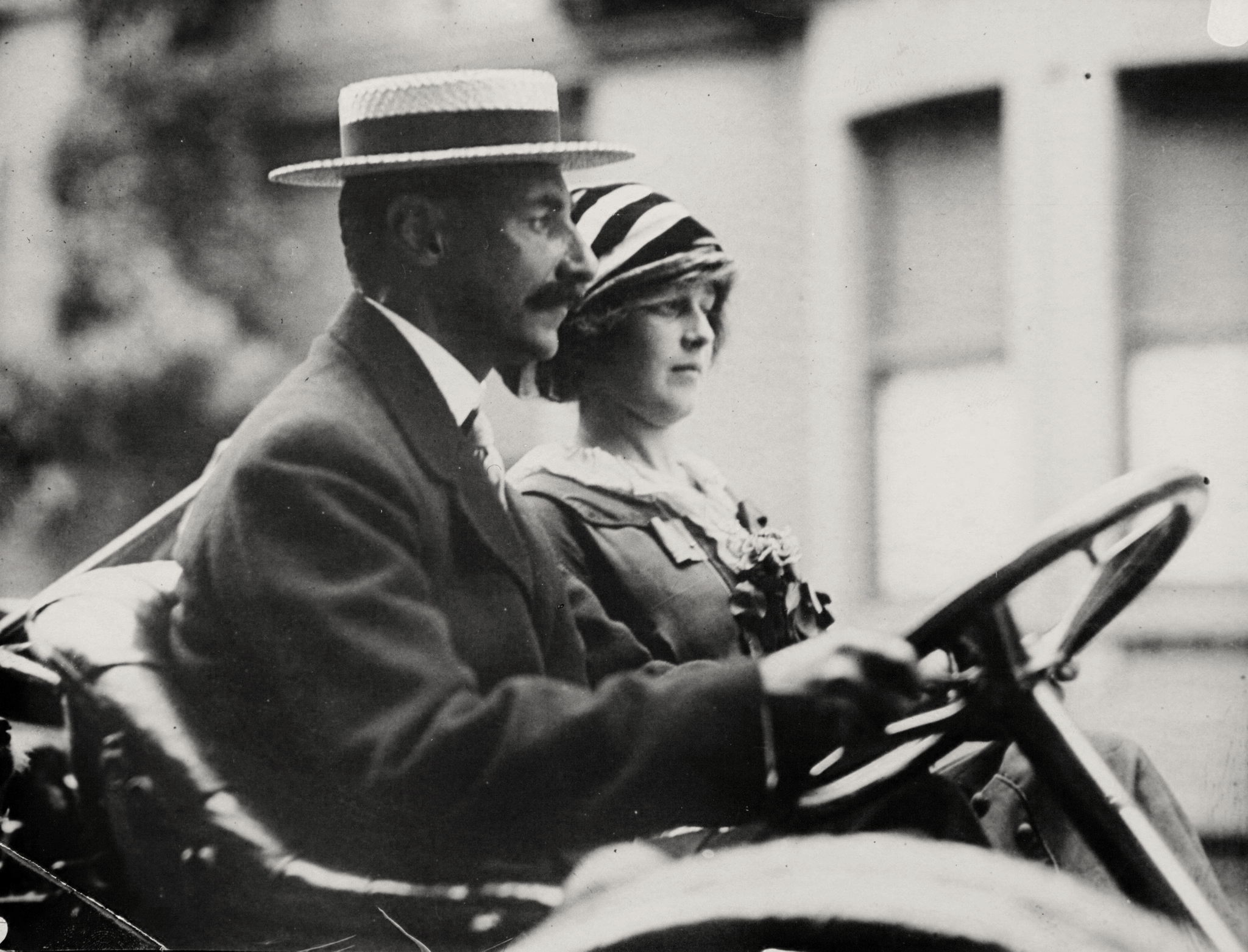
John Jacob Astor și a doua soție.

În timp ce călătoreau în luna de miere, Madeleine a rămas însărcinată. Dorind să nască copilul în SUA, cuplul a urcat la bordul Titanicului cu destinația New York. S-au îmbarcat în seara zilei de 10 aprilie, în timpul escalei navei la Cherbourg, Franța, la clasa întâi și erau cei mai bogați pasageri de la bord. Ei călătoresc cu un valet, o servitoare și o asistentă medicală care să aibă grijă în timpul călătoriei de mama însărcinată. Ei și-au luat și animalul de companie, Kitty, un terrier Airedale. Kitty nu a supraviețuit scufundării.

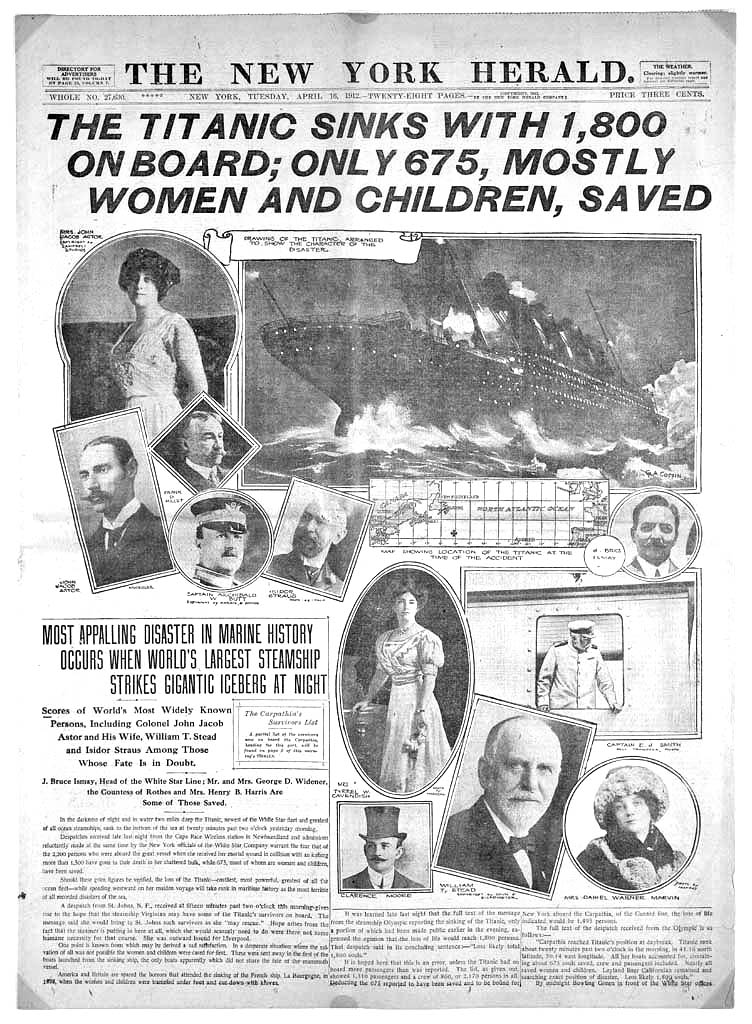
Prima pagină din New York Herald despre scufundarea Titanicului. Cele mai multe articole îi prezentau pe Astorii în titluri.

Astorii ocupă o suită de primă clasă pe puntea C, C-62 - C-64. Suita este dotată cu o baie și o toaletă private, ceea ce nu este cazul pentru majoritatea cabinelor de la clasa întâi.. Pachebotul a lovit un aisberg în seara zilei de 14 aprilie 1912 la ora 23:40 și a început să se scufunde. Trezit de accident, Astor pleacă în căutare de informații și se întoarce să-și liniștească soția. În timp ce pasagerii merg la bărcile de salvare, Astor și soția lui se adăpostesc de frig în sala de sport, aproape de bărci. Martorii îl văd spintecând cu cuțitul de buzunar o vestă de salvare pentru a-i arăta soției sale conținutul.
Atunci când ofițerul secund Charles Lightoller a sosit mai târziu pe punte pentru a termina încărcarea bărcii de salvare nr.4, Astor și-a ajutat soția, servitoarea și asistenta să se urce în ea. Apoi a întrebat dacă ar putea să se alăture soției sale pentru că era "într-o situație delicată"; Lightoller i-a spus că bărbaților nu li se permite să urce până când nu sunt îmbarcați copii și femeile. 
Potrivit copilului supraviețuitor naufragiului, Betty, Astor urma să urce la bordul bărcii de salvare lângă soția sa, însă după ce a văzut doi copii speriați pe punte, s-a oprit și le-a dat locul. Un articol din Chicago Record Herald afirmă că Astor și-a plasat soția în barcă apoi a ordonat ca ultimele două locuri să fie ocupate de Ida Sophia Hippach și fiica acesteia în vârstă de 17 ani, Jean Gertrude. Unii martori spun că el a mers apoi la canisa vaporului, pentru a elibera câinii. 
După ce barca de salvare nr.4 a fost lăsată la apă la ora 1:55 am, se spune că Astor a rămas singur, în timp ce alții încercau să elibereze bărcile răzlețe rămase; a fost văzut ultima dată în viață în jurul orei 2:05, pe punte fumând o țigară cu scriitorul Jacques Futrelle. O jumătate de oră mai târziu, nava a dispărut sub ocean. Supraviețuitorul Philip Mock a pretins că l-a văzut pe Astor în apă agățându-se de o plută împreună cu William Thomas Stead. "Picioarele lor au înghețat", a spus Mock, "și au fost forțați să se elibereze. Ambii s-au înecat". Madeleine Force Astor, asistenta și servitoarea ei au supraviețuit; colonelul astor și valetul său nu.

## Funeralii și moștenire
Au fost trimise nave pentru a recupera cadavrele de la locul scufundării; din cei 1.517 pasageri și echipaj care au pierit, doar 333 de cadavre au fost recuperate. Corpul lui Astor a fost recuperat la 22 aprilie de către nava Mackay-Bennett. Astor a fost identificat după inițialele "JJA" cusute pe sacoul său. Asupra lui s-au găsit mai multe elemente valoroase, inclusiv un ceas și un stilou ambele de aur, și sume mari de bani în lire sterline și dolari.. Corpul a fost returnat familiei și îngropat la Cimitirul Trinity din New York.
Patru luni după scufundarea Titanicului Madeleine Astor i-a născut al doilea fiu, John Jacob "Jakey" Astor VI.
Astor a lăsat 69 de milioane de dolari (echivalent cu aprox. 1,75 miliarde $ în 2017) din 85 de milioane fiului său cel mare, Vincent. Această sumă a inclus și moșia sa din Rhinebeck și yachtul Noma. Ceasul de aur a fost revendicat de Vincent și purtat restul vieții sale. Madeleinei i-a lăsat 100.000 $ și un fond de încredere de 5 milioane de dolari, din care i s-a oferit un venit. În plus, i s-a dat în folosință conacul din New York de pe 65th Street & Fifth Avenue și tot mobilierul, conacul din Beechwood și mobilierul, alegerea unei limuzine de lux din colecția lui și cinci dintre caii săi prețioși - atâta timp cât nu se recăsătorea. Fiica sa Ava a primit un fond de încredere de 10 milioane de dolari.  La vârsta de 21 de ani, John Jacob VI a moștenit fondul de încredere în valoare de 3 milioane de dolari pe care Astor l-a creat pentru el.